# Балка Лукі
Балка Лукі — балка (річка) в Україні у Золочівському й Дергачівському районах Харківської області. Права притока річки Лопані (басейн Дону).

## Опис
Довжина балки приблизно 6,43 км, найкоротша відстань між витоком і гирлом — 5,96  км, коефіцієнт звивистості річки — 1,08 . Формується декількома струмками та загатами.

## Розташування
Бере початок у селі Соснівка на південній стороні від урочища Левенок. Тече переважно на південний схід через село Козача Лопань і впадає у річку Лопань, ліву притоку річки Уди.

## Цікаві факти
- У XX столітті на балці існували декілька природних джерел та газова свердловина[1].